# Der Soldatenfreund

Titel des Soldatenfreundes 1833

Der Soldatenfreund – Zeitschrift für fassliche Belehrung und Unterhaltung des preußischen Soldaten war eine deutsche militärische Zeitschrift. Im Ersten Weltkrieg in den Jahren 1914 bis 1918 erschien sie unter dem Titel Feld-Soldatenfreund – Zeitschrift für den deutschen Soldaten und 1918/19 nochmals kurz unter Der Soldatenfreund – Zeitschrift für den deutschen Soldaten, bevor sie endgültig eingestellt wurde. Bis zur Ausgabe 46.1878/79 wurde die Zeitschrift durch Hayn in Berlin verlegt, dann durch E. S. Mittler & Sohn, ebenfalls in Berlin.

## Geschichte
Die Zeitschrift dürfte eine der wichtigsten, wenn nicht die wichtigste, Militär-Zeitschrift im deutschsprachigen Raum gewesen sein. Für den Militärhistoriker und Heereskundler von unschätzbarem Wert, weil sie die Entwicklung der Preußischen Armee über 80 Jahre hinweg begleitete. Die Besonderheiten des Soldatenfreundes war, dass sie für den Unteroffizier und Soldaten gedacht war. Zeitungen und Zeitschriften für Offiziere gab es bereits etliche, aber eine für den „gemeinen Mann“ war ein Novum in Preußen. Vorbild war das ebenfalls seit 1833 erscheinende „Journal de l'Armée“ in Paris.
Herausgeber und anfangs einziger Redakteur war der Militärhistoriker und Künstler Louis Schneider. Schneider war auch Vorsitzender der Geschichtsvereine in Potsdam und Berlin und Mitglied im „Tunnel über der Spree“.
Schneider befürchtete zunächst, dass die Regierung wegen des „revolutionären Geist(es), der sich überall kund gebe“ und wegen der Befürchtungen der älteren Offiziere, „daß dieses Gift auch in der Armee Eingang finden könne“ die Genehmigung zum Druck seiner Zeitschrift verweigern würde. Jede politische Eigenständigkeit einer Militär-Zeitschrift wurde beargwöhnt, die Presse wurde meistens eher als „feindliche Macht“ angesehen. Aber Friedrich Wilhelm III. begeisterte sich bereits so für die Probenummer, dass er anwies, davon bereits 230 Stück anzuschaffen.
Der Soldatenfreund wurde nur heeresintern herausgegeben und damit blieb die Auflage weit hinter dem tatsächlichen Leser- und möglichen Interessentenkreis zurück. Meist wurde nur je Bataillon ein Exemplar angeschafft und dort weitergereicht. Dies war natürlich ein bedeutender finanzieller Nachteil für Schneider und so erhielt er von 1842 bis 1848 dafür Ausgleichszahlungen. Trotzdem wurde seit 1848 der Soldatenfreund nicht mehr als Wochenschrift in Quart (225 × 285 mm), sondern als Monatsschrift in Octav (142,5 × 225 mm) mit einer kolorierten Lithographie herausgegeben. Gerade diese Lithographien sind für den heutigen Heereskundler besonders wertvoll und prägen unser Bild des preußischen Heeres zu dieser Zeit mit.

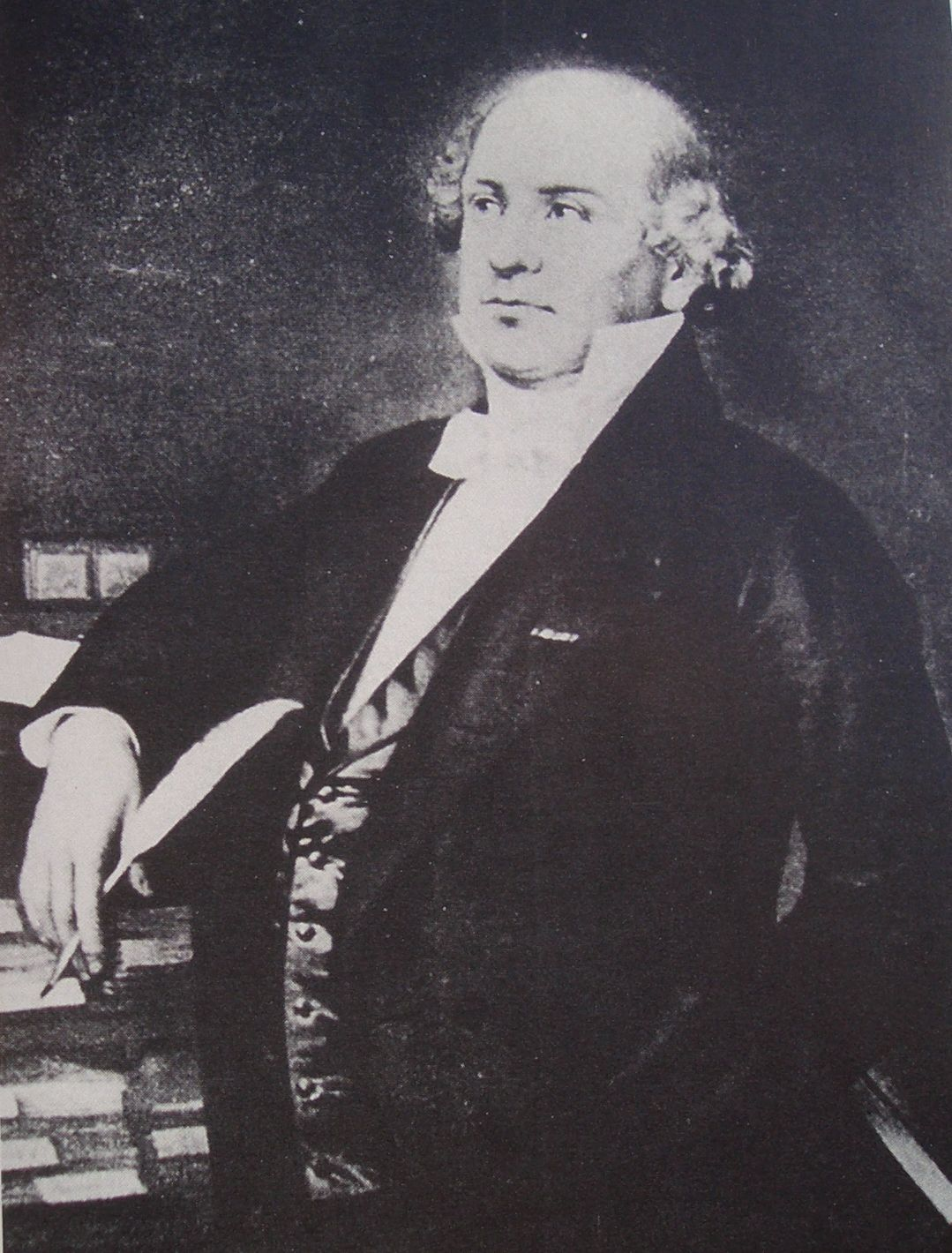
Louis Schneider

In den Instruktionsstunden wurden den Soldaten Artikel aus den Militärzeitschriften vorgelesen und in den Kasinos der Offiziere lagen immer Exemplare der Militärliteratur aus. Durch den kostenlosen Zugang zu militärischen Fachartikeln wurde dies zu einer wesentlichen Stütze der preußischen militärischen Bildung.
Der Soldatenfreund dürfte erheblichen Einfluss auf alle Kreise der preußischen Armee ausgeübt haben. Berichte über heeresinterne Vorgänge und über Landwehrübungen in der Provinz wurden ergänzt durch Artikel über Heeresangelegenheiten des Deutschen Bundes wie des Auslandes und historisch-politische Aufsätze. Selbst der russische Zar bezog 18 Jahre den Soldatenfreund.
Schneider gewann für seine Soldatenzeitung die bedeutendsten preußischen Militärschriftsteller, unter anderem den Prinzen von Preußen, Johann Blesson (Berliner Bürgerwehr-Zeitung, Redakteur der „Militair-Literatur-Zeitung“ und der „Zeitschrift für Kunst, Wissenschaft und Geschichte des Krieges“ und des „Militair-Wochenblattes“), und General Ferdinand von Maliszewski (Mitherausgeber der „Militair-Literatur-Zeitung“).
Im Deutschen Krieg 1866 und im Deutsch-Französischen Krieg 1870/71 wurde ein „Feld-Soldatenfreund“ statt der Monatshefte herausgegeben.